# Allgon

Allgon AB, tidigare Smarteq,  är ett svenskt, tidigare börsnoterat, företag, som utvecklar, tillverkar och levererar utrustning för industriell radiostyrning för kunder inom tillverkningsindustri, byggnadsverksamhet och transportindustri. Företaget var noterat på Stockholmsbörsens First North Growth Market-lista fram till den 2 mars 2021 och är därefter dotterföretag till Bure Equity.
Dotterbolag till Allgon inom verksamhetsområdet industriell radiostyrning är Tele-Radio International Holding och Åkerströms Intressenter.
Ett av Allgons dotterbolag är Smarteq Wireless (inom verksamhetsområdet "Connectivity"), vilket första halvåret 2021 är under försäljning, liksom hela verksamhetsområdet är under avveckling.

## Tidigare bolag med namnet Allgon AB
Ett tidigare börsnoterat bolag med namnet Allgon AB köptes av LGP Telecom Holding AB (senare LGP Allgon Holding AB) och avnoterades från Stockholmsbörsens A-lista 2003. LGP Allgon Holding AB köptes 2004 av Powerwave Technologies Inc., varefter det avnoterades från Stockholmsbörsens O-lista 2006.